# Харф-Суфьян
Мудирия Харф-Суфьян (араб. مديرية حرف سفيان‎) — самый большой из районов мухафаза Амран, находится на севере и граничит с мухафазой Саада.

## Этимология
Название района происходит от названия административного центра Эль-Харфа, которое можно перевести как «Символ», и мужского арабского имени Суфьян.